# Drugie pół
Drugie pół – czwarty album autorski, a szósta z kolei płyta polskiej grupy folkowej Zakopower, wydana 25 września 2015 przez Kayax w dystrybucji Warner Music Poland.
Wydawnictwo uzyskało certyfikat złotej płyty.

## Lista utworów
1. „Tak ma być”
2. „Powrót”
3. „Drugie pół”
4. „Niecoś”
5. „Święty stan”
6. „Tata”
7. „Rocznice”
8. „Siwa mgła”
9. „Rejna”
10. „Pomnik nieznanego”
11. „Schron”
12. „Rachunek”
13. „Udomowieni” (Bonus Track)